# Stylttjockfot
Stylttjockfot (Burhinus grallarius) är en vadarfågel i familjen tjockfotar som förekommer i Australien och på Nya Guinea.

## Kännetecken

### Utseende
Stylttjockfoten är en stor medlem av familjen tjockfotar, störst i släktet Burhinus med en kroppslängd på 53–58 cm. I proportionerna är den påtagligt långbent (därav namnet) och långstjärtad med slank kropp. Utseendet i övrigt liknar andra tjockfotar med stora gula ögon som ger den ett reptilartat utseende och en kryptiskt färgad fjäderdräkt. Denna art är fläckad i gråbrunt ovan med ett vitt vingband och svartstreckat smutsvit under. På huvudet syns ett tydligt vitt ögonbrynsstreck. De långa benen är gulgröna.

### Läten
Fågeln är känd för sitt spöklika, ylande läte som hörs nattetid, en serie med sorgsamma visslingar som först stiger och sedan faller i tonhöjd och tempo. Ibland hörs flera fåglar i kör.

## Utbredning och systematik
Stylttjockfoten förekommer huvudsakligen i Australien, från norra och södra Western Australia genom Northern Territory till Queensland, sedan söderut till sydöstra South Australia och Victoria. Den hittas även i området Trans-Fly på södra Nya Guinea. Arten behandlas som monotypisk, det vill säga att den inte delas in i några underarter.

## Levnadssätt
Stylttjockfoten hittas året runt i en mängd olika torra områden, som öppen skog, uttorkade flodbäddar, betesmarker och till och med parker och trädgårdar. Fågeln är dagtid skygg och inaktiv. Om den hotas fryser den och blir blick stilla eller rusar snabbt iväg för att gömma sig i växtligheten. På natten ses den ofta utmed landsvägar på jakt efter insekter, mollusker, hundrafotingar, kräftdjur, spindlar, groddjur, små reptiler och ibland frön. Fågeln häckar på våren, med äggläggning mellan juni och december i Queensland och augusti–januari i Victoria.

## Status och hot
Arten har ett stort utbredningsområde men tros minska i antal, dock inte tillräckligt kraftigt för att den ska betraktas som hotad. Internationella naturvårdsunionen IUCN kategoriserar därför arten som livskraftig (LC). Världspopulationen är ganska liten och uppskattas till mellan 10.000 och 15.000 vuxna individer.

## Bilder

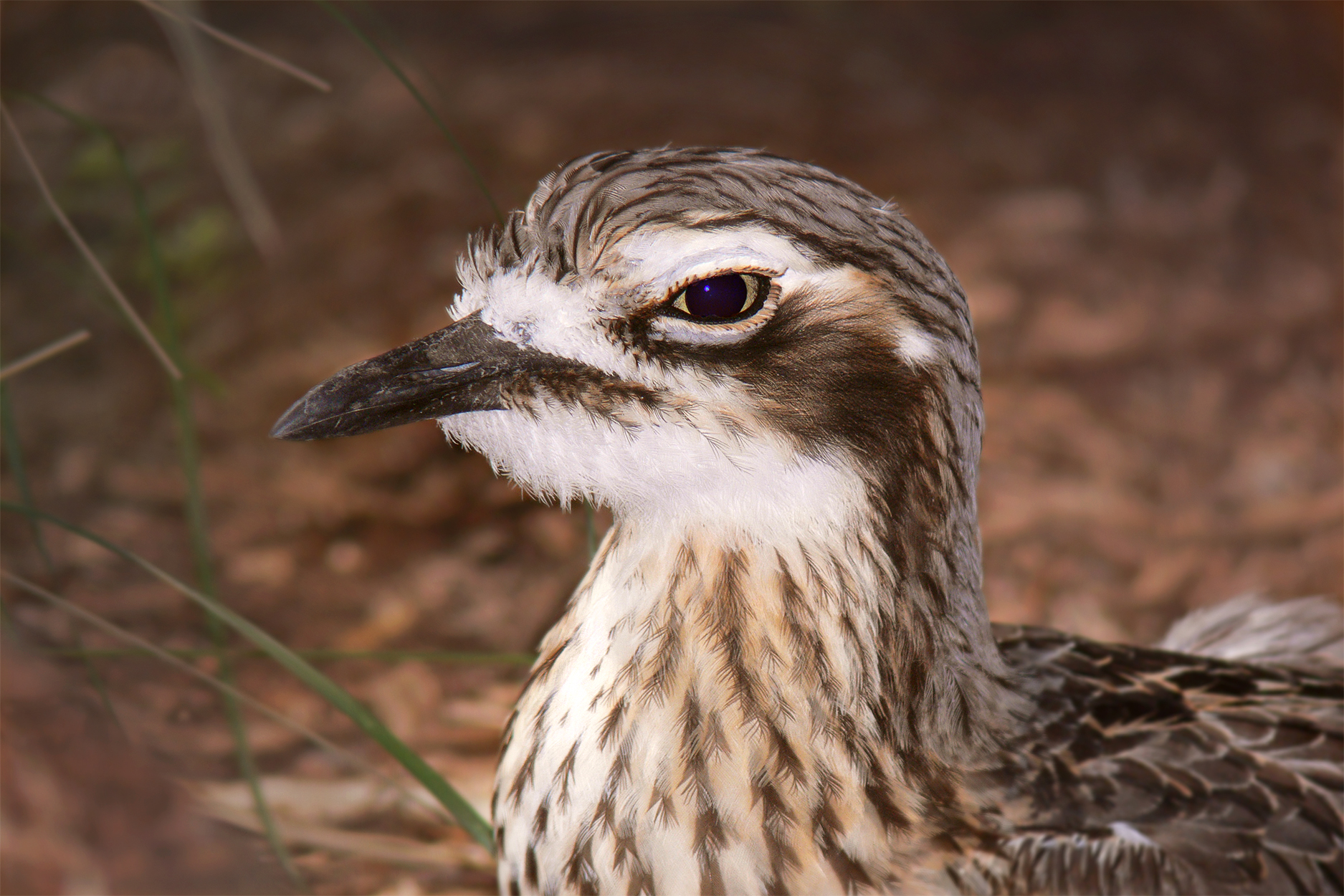
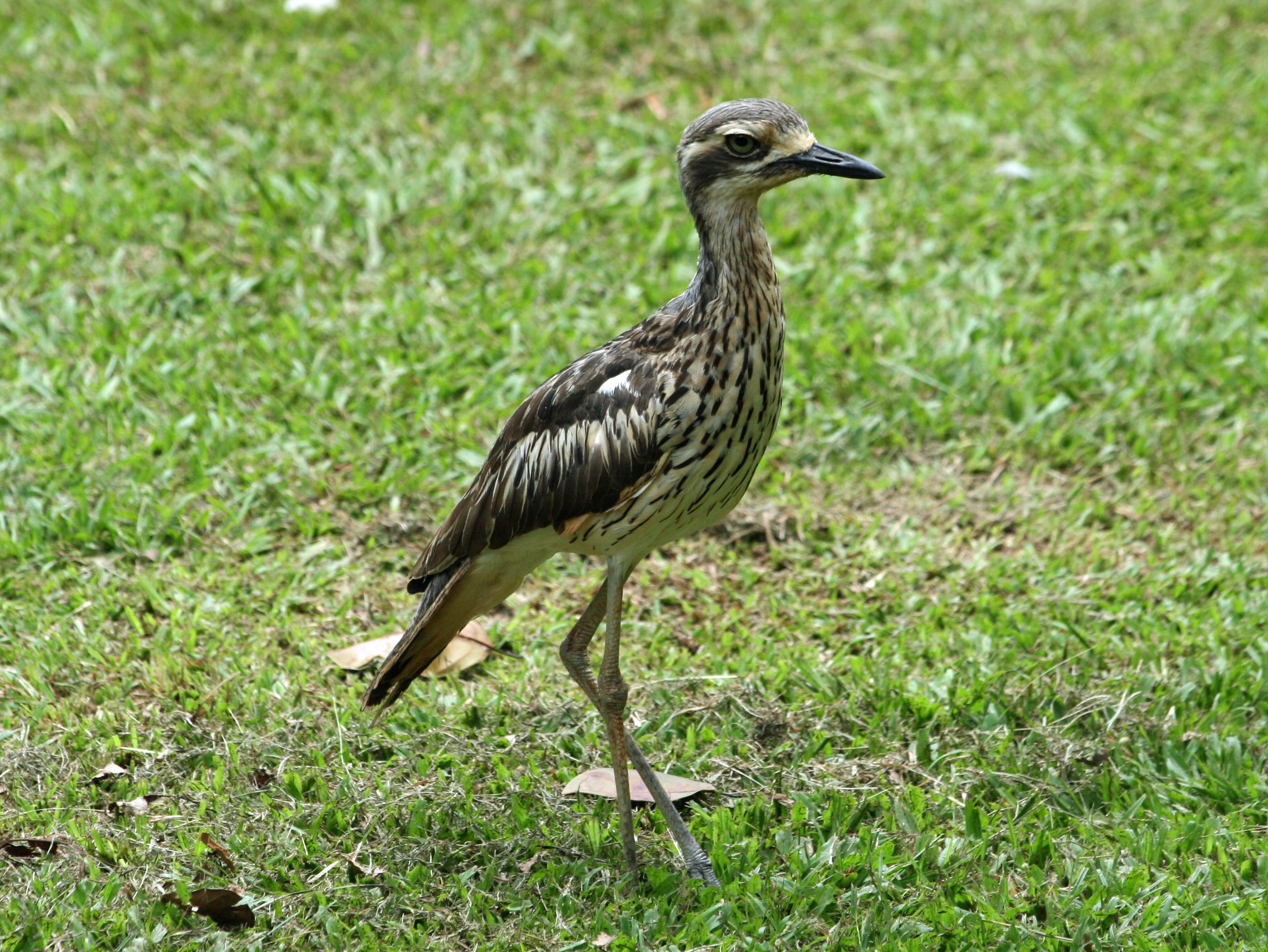